# Mammy (film, 1930)
Pour le film de 1951, voir Mammy (film, 1951).
Pour plus de détails, voir Fiche technique et Distribution.
Mammy est un film américain réalisé par Michael Curtiz et sorti en 1930.

## Synopsis
Al Fuller, chanteur d'un spectacle, est amoureux de Nora, la fille de Meadows, directeur du théâtre, mais celle-ci n'a d'intérêt que pour Billy West, lequel ne regarde que les autres femmes.

## Fiche technique
- Réalisation : Michael Curtiz
- Scénario : Joseph Jackson, Gordon Rigby, d'après une pièce de Irving Berlin et James Gleason
- Chef-opérateur : Barney McGill[1]
- Musique : Irving Berlin, Louis Silvers
- Montage : Owen Marks
- Production : Walter Morosco pour Warner Bros
- Durée : 84 minutes
- Date de sortie :
  - États-Unis : 26 mars 1930

## Distribution

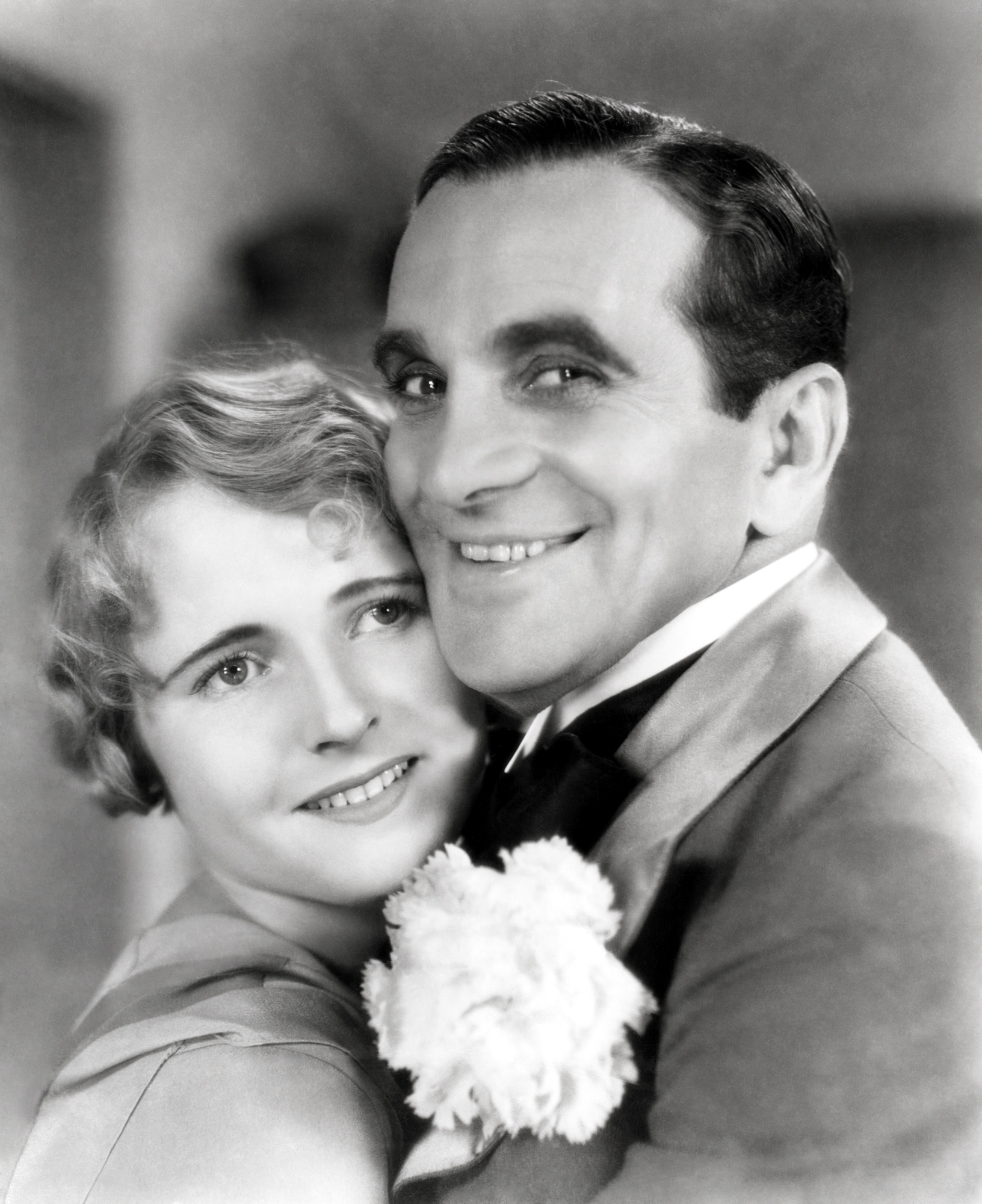
Lois Moran et Al Jolson dans une publicité pour le film.

- Al Jolson : Al Fuller
- Lois Moran : Nora Meadows
- Lowell Sherman : Billy West
- Louise Dresser : Mammy Fuller
- Hobart Bosworth : Meadows
- Tully Marshall : Slats
- Mitchell Lewis : Hank Smith
- Jack Curtis : Sheriff Tremble
- Allan Cavan : le docteur
- Ray Cooke : Props
- Richard Cramer : le détective
- Stanley Fields : Pig Eyes
- Lloyd Ingraham
- Lee Moran : Flat Fleet
- Ben Taggart
- Grant Withers